# 薩繆爾·桑福德·夏皮羅
薩繆爾·桑福德·夏皮羅（英語：Samuel Sanford Shapiro，1930年7月13日—2023年11月5日）是一名美國統計學家和工程師。他是佛羅里達國際大學統計學榮譽教授。他因與他人共同開發夏皮羅-威爾克檢驗和夏皮羅-弗朗西亞檢驗而知名。
夏皮羅出生於紐約市，1952年畢業於紐約市立學院統計學系，1954年在哥倫比亞大學取得工業工程碩士學位。他曾在美國陸軍化學兵部隊短期擔任統計員，之後在羅格斯大學獲得統計學碩士（1960年）和博士（1963年）學位。1972年，他加入佛羅里達國際大學任教。
1987年，他當選為美國統計協會院士。
夏皮羅於2023年11月5日在邁阿密逝世，享年93歲。

## 外部連結
- Website at Florida International University